# Pseudohipoparatireoidizam

Pseudohipoparatireoidizam je naziv koji obuhvaća skupinu genetičkih poremećaja koje karakterizira rezistencija na djelovanje paratiroidnog hormona (PTH) kojeg luče doštitne žlijezde. Poremećaji se vrlo rijetko javljaju. Kod zahvaćenih karakteristična je hipokalcijemija (niska koncentracija kalcija u krvi) i hiperfosfatemija, dok je razina PTH povećana. 
Nekoliko varijanti pseudohiperparatireoidizma je do sada utvrđeno. Molekularno oštećenje gena, GNAS1 koji kodira alfa podjedinicu stimulacijskog G proteina (Gsa), krivo je za tri različita oblika bolesti:
- Pseudohipoparatireoidizam tip 1a - karakteristični fenotip (Albrightova hereditarna osteodistrofija); često je udružena s rezistencijom na ostale peptidne hormone
- Pseudohipoparatireoidizam tip 1b - zahvaćene osobe imaju normalnu ekspresiju Gsa, a manifestiraju hormonalnu rezistenciju na PTH u ciljanim tkivima. PTH rezistencija u tip 1b može biti ogranične samo na bubreg, dok PTH odgovor u kostima može biti uredan.
- Pseudohipoparatireoidizam tip 1c - oboljeli od tipa 1c nemaju oštećenja u Gsa proteinu iako klinički i laboratorijski nalaz je sličan kao kod pacijenata s tipom 1a.
- Pseudohipoparatireoidizam tip 2 - nema fizičkih značajka tip 1a. Genetičko oštećenje u tip 2 nalazi se na nižim razinama unutarstaničnog signalnog puta, te nalazimo normalan odgovor cAMP na stimulaciju PTH unatoč abnormalnoj regulaciji kalciji
- Pseudopseudohipoparatireoidizam - osobe imaju fentip poput osoba u tip 1a, ali nema rezistencije na PTH